# Rio Noéme
O rio Noéme (Noeme com o Acordo Ortográfico) é um rio de Portugal, que nasce na Serra da Estrela e é afluente da margem esquerda do rio Côa, pertencendo assim à Bacia hidrográfica do rio Douro. No seu percurso atravessa localidades nos concelhos de Guarda, Sabugal e Almeida e tem como principal afluente o rio Diz.

## Curso
Nascente
40° 30' 05.08" N 7° 18' 04.45" O
O rio Noéme nasce a 1000 m de altitude em Vale de Estrela, freguesia no concelho da Guarda. Dá-se a curiosidade que nesta zona se encontrar o ponto de convergência das bacias hidrográficas dos rios Douro, Mondego e Tejo.
Percurso
No percurso de cerca de 40 km, o rio Noéme segue de Este para Oeste (Nascente a Poente), afastando-se assim do litoral português, passando a Sul da cidade da Guarda para depois ser acompanhado pela Linha da Beira Alta desde Gata até à sua foz, pouco depois do Apeadeiro de Castelo Mendo.
Atravessa os concelhos de Guarda, Sabugal e Almeida, depois de Vale de Estrela, o rio Noéme atravessa as localidades de Barracão, Gata (Casal de Cinza), Vila Garcia, Vila Fernando, Albardo, Rochoso, Cerdeira, Miuzela, Pailobo, Monte Perobolso, Porto de Ovelha e Jardo.
É um rio que nasce com pouco caudal, que vai aumentando pela afluência de diversos ribeiros e do seu principal afluente, o rio Diz, na zona da Gata.
Foz
40° 33' 22.86" N 6° 56' 11.67" O
O rio Noéme desagua no rio Côa, a uma altitude de 610 m, perto da aldeia do Jardo, freguesia de Porto de Ovelha, no concelho de Almeida, já na Reserva Natural da Serra da Malcata.

## História
“O pároco do Richozo respondeu:
1. Está o dito lugar do Richozo entre duas ribeiras que servem de limite à freguesia. Uma na parte do sul chamada Noémi a qual nasce junto da Guarda e sempre conserva o nome. A outra chamada de Pinhel que tem o seu nascimento junto da vila de Jarmelo e morre com o mesmo nome.
2. Nascem as ditas ribeiras com tão pouco caudal que a de Pinhel quase todos os anos seca e a de Noémi em alguns.
3. Na ribeira de Pinhel entra outra ribeirinha chamada da Ima, as quais morrem ambas junto do lugar de Espinhal.
4. Nada. Ambas as ditas ribeiras como são pobres de caudais não são muito furiosas.
5. Ambas correm de Nascente a Poente.
6. Em ambas se criam peixes pequenos chamados bordalos, em abundância.
7. Nada.
8. As margens das ditas ribeiras são cultivadas em alguns sítios e todas as árvores que nelas há são silvestres e a maior parte são Amieiros e Salgueiros.
9. Nada.
10. Sempre conservam o mesmo nome; não há notícia que tivessem outro.
11. Ambas morrem no rio chamado Côa junto de Pinhel.
12. Nada.
13. Em ambas as ribeiras há pontes que muitos anos as leva a água, por isso se não faz delas menção por serem tão indignas de memória. Somente a Ribeira de Noémi tem uma ponte de cantaria no Sítio da Ponte Pedrinha junto da Guarda e outra ao pé do lugar da Cerdeira.
14. Em ambas as ribeiras há muitos moinhos e povos que usam livremente as suas águas.
15. As ribeiras terão de comprimento cinco ou seis léguas.

Em outros papéis se faz com mais exactidão memória delas.
Richozo o primeiro de Junho de 1758. O Vigário Alexandre da Silva Pereira”

— Diccionário Geográfico das Cidades, Villas e Parochias de Portugal, Luís Cardoso, 1758

“Sobre os Recursos Hídricos de cada lugar: "O que se procura saber do rio dessa terra é o seguinte:
1. Como se chama o rio e o sítio onde nasce?
2. Se nasce logo caudaloso e se corre todo o ano?
3. Que outros rios entram nele e em que sítios?
4. Se é navegável e de que embarcações é capaz?
5. Se corre de Norte para Sul, ou de Poente a Nascente, ou de Sul para Norte ou de Nascente a Poente?
6. Se cria peixes e que espécies trás em maior abundância?
7. Se há nele pescarias e em que tempo do ano?
8. Se as pescarias são livres ou de algum Senhor particular em todo o rio ou em alguma parte dele?
9. Se cultivam as suas margens ou se tem muitas árvores de fruto ou silvestres?
10. Se tem algumas virtudes particulares as suas águas?
11. Se conserva sempre o mesmo nome ou o começa a dar só já perante algumas partes, e como se chama nas outras, ou há memória que em outros tempos tenha tido outro nome?
12. Se morre no mar ou em algum outro rio, e como se chama este, e o sítio em que entra nele?
13. Se tem alguma cachoeira, represa, levada ou açude que lhe embarace o ser navegável?
14. Se tem pontes de cantaria? Ou se não: quantas e em que sítio?
15. Se tem moinhos, lagares de corrente, pizões, noras ou outro algum engenho?
16. Se em algum tempo ou no presente, se tentou ou tirou ouro nas suas areias?
17. Quantas léguas tem o rio, e as povoações por onde passam desde o seu nascimento até onde acaba?
18. E qualquer outra coisa notável que não vá neste interrogatório.”

— Diccionário Geográfico das Cidades, Villas e Parochias de Portugal, Luís Cardoso, 1758
O rio, antigamente conhecido por "Noemi", é referido em alguns dicionários geográficos, nomeadamente o Diccionário Geográfico das Cidades, Villas e Parochias de Portugal, Luís Cardoso, 1758.
Já no Mappa de Portugal Antigo e Moderno, João Batista de Castro, 1763, encontramos:

"Rio Noeime: Nasce junto da Guarda com dous braços: hum deles na fonte Dorna, que corre para Poente, vira para Norte, e depois continua ao Nascente; o outro principia no lugar de Porcas, pela parte Sul e se mete no Rio Côa por baixo da Miuzela: he a informação que nos dá João Salgado de Araújo."—  João Batista de Castro 
.

### Topónimo
"Noéme" deriva do hebraico antigo no’ami, com o significado de doçura, suavidade, graça, alegria. Noemi é uma figura do Antigo Testamento, da tribo de Benjamim, sogra de Rute, da linhagem de David. A sua história é narrada no Livro de Rute.
O topónimo oficial atual é "Noéme", mas localmente permanece o uso do topónimo original "Noemi". Esta palavra também está na origem do antropónimo português "Noémio"/"Noémia".

## Património
As águas do rio foram utilizadas desde tempo imemoriais. Os terrenos ribeirinhos são geralmente férteis e largamente cultivados.
Existem ainda um vasto património material ligado à utilização do rio: as noras, para extracção de água e rega dos terrenos, as poldras (pontões pedonais em pedra para se atravessar o rio), os moinhos de água e os pisões (máquina para dar maior consistência aos tecidos ou panos).

## Fauna e flora
Considerando o concelho da Guarda dividido em duas áreas geográficas distintas, a Zona Serrana e o Planalto Beirão, o Noéme nasce na primeira e caminha para o segundo. Mudam por isso as características dos locais por onde passa à medida que avança. As espécies vegetais predominantes são os freixos, os salgueiros e os amieiros. As zonas ribeirinhas são povoadas por diversas espécies animais nomeadamente patos, galinhas-de-água, diversos tipos de peixes e guarda-rios.

## Poluição
A poluição no rio Noéme, e especialmente no seu afluente rio Diz, é uma questão de décadas.
Em 1997, uma candidatura à Câmara Municipal da Guarda chamava à atenção para a ineficácia das Estações de tratamento de águas residuais (ETAR) de São Miguel (no rio Diz), Galegos e Alfarazes e apontava para os esgotos domésticos da cidade da Guarda e para os detritos industriais de um lavadouro de lãs, de uma empresa de lacticínios ou do parque industrial como algumas das causas da poluição. Dando razão no caso da ETAR dos Galegos e dos os efluentes da cidade, a autarquia contrapôs com a construção uma ETAR no Torrão e a colaboração de empresas locais para efectuarem o pré-tratamento dos seus esgotos.
A situação continua a ser referida nos anos seguintes, com a poluição do rio Diz a provocar preocupação até junto dos produtores de morangueiros e continuando os problemas com as ETAR afectando o rio Noéme, especialmente após entrar em contacto com o rio Diz,
chegando ao um ponto em que numa Assembleia Municipal, em 1999, um deputado se referiu ao rio Noéme como sendo "Um pântano de m...". A autarquia reforçou que os problemas dos rios (Diz e Noéme) estavam sobretudo relacionados com os resíduos das unidades industriais e que estesainda não havia solução.
Em 1999 foi divulgado um estudo do Centro de Conservação de Energia que confirmava que os despojos industriais lançados ao rio Diz agravam o estado do rio Noémie, a que se somavam a descargas de fertilizantes, pesticidas e herbicidas provenientes da agricultura e o depósito de lixos poluentes (vidros, materiais de construção inutilizados ou lixo doméstico). Neste trabalho é ainda referida a poluição causada pela as descargas de água da lavagem de lãs e de queijos.
Quase uma década depois, em 2007, a autarquia anuncia avanços na requalificação ambiental do rio Diz.
No entanto, em 2010, ainda se registam queixas, desta vez por parte dos presidentes da Juntas de Freguesia de Rochoso e de Casal de Cinza a apontar baterias também a uma nova fábrica têxtil que, por seu lado, defendeu o seu seu sistema tratamento de efluentes. A situação seria reportada à Administração da Região Hidrográfica do Norte (ARHN) levando a autarquia guardense a encontrar uma solução, no caso conduzindo as águas residuais desta unidade fabril para a ETAR de São Miguel, já em funcionamento.
 Esta solução ainda não estava em funcionamento nos inícios de 2011
Em meados de 2011 surge uma petição online exigindo às entidades competentes (Câmara Municipal da Guarda e Administração da Região Hidrográfica do Norte) para que "promovam a suspensão imediata de todas as descargas poluentes no rio Noéme e tomem medidas de requalificação do ecossistema". Em Outubro de 2011 a edilidade guardense anuncia a abertura do concurso para o projecto da estação elevatória a vai ser construído na Quinta da Granja, nas proximidades da aldeia de Gata, encaminhando os efluentes da unidade de lavagem de lãs para a ETAR de São Miguel, mas financiamento comunitário da obra só foi aprovado pelo Programa Operacional de Valorização do Território em 12 de Dezembro de 2013.